# Gausach
Gausach (oficialmente en occitano: Gausac) es una población del municipio de Viella y Medio Arán, tercio de Castièro, situada en la comarca del Valle de Arán, provincia de Lérida, Cataluña, España. Cuenta con 559 habitantes.

## Geografía
Se encuentra a una altitud de 994 m s. n. m., situado a una distancia de 500 metros la capital del Valle de Arán (Viella). Antes de entrar al núcleo principal de la población se atraviesa el barranco de Casau.

## Geografía humana

### Demografía
| Gráfica de evolución demográfica de Gausach entre 1842 y 1960 |
| |
| Población de derecho según los censos de población del INE Población de hecho según los censos de población del INEEntre el censo de 1857 y el anterior, crece el término del municipio porque incorpora a 255093 (Casau) Entre el censo de 1970 y el anterior, este municipio desaparece porque se integra en el municipio 25243 (Viella Mitg Aran) |

## Monumentos y lugares de interés

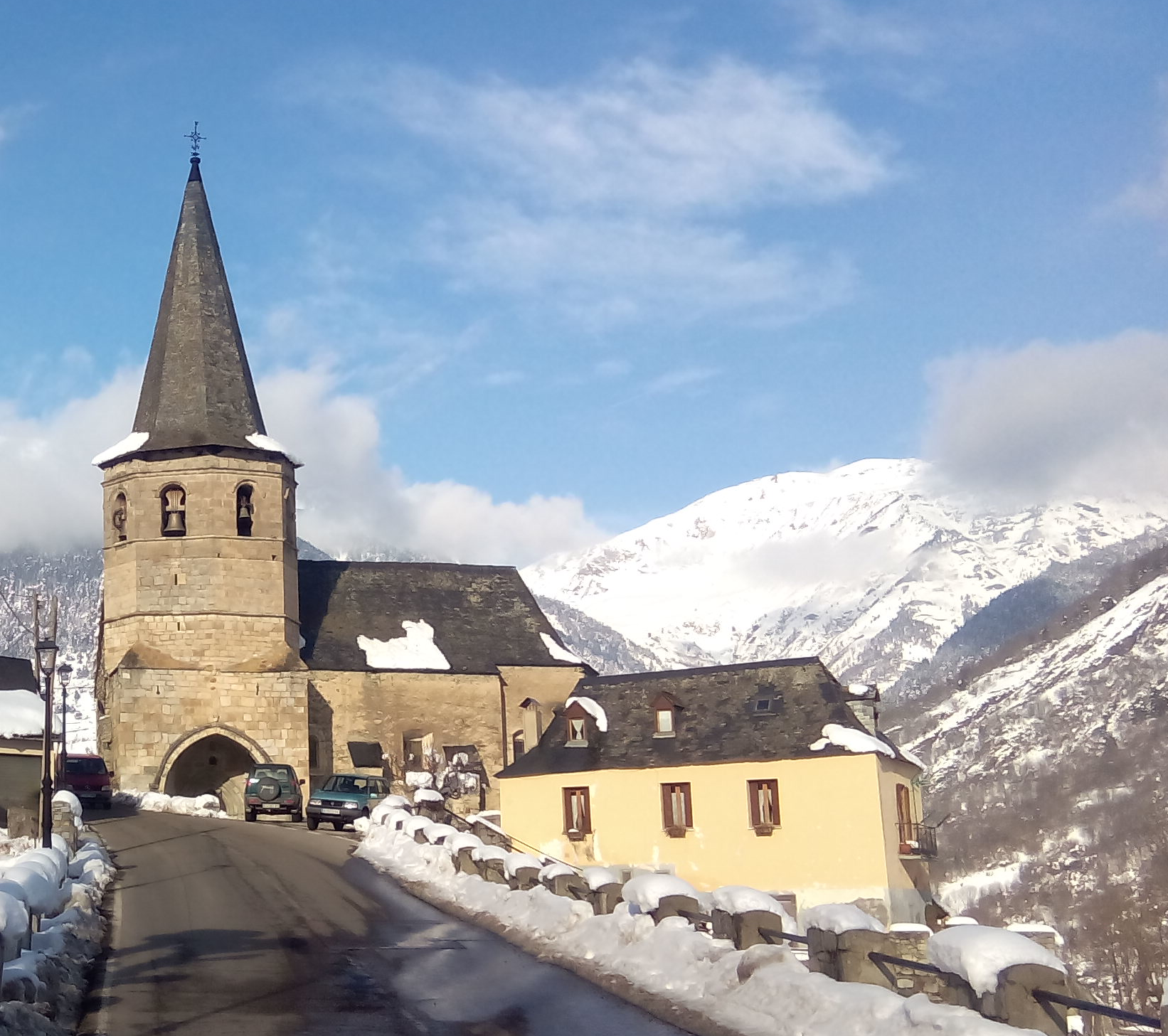
Iglesia de San Martín de Gausach

- Iglesia de San Martín, de estilo románico-gótico, construida entre los siglos XIII y XV.[5]
- Piscina municipal.
- Actualmente la piscina como equipamiento público está cerrada por orden del ayuntamiento. Los motivos del cierre "No es rentable".
- No existe ningún bar o restaurante en el pueblo.
- No existe ningún equipamiento público abierto.
- No existe ningún equipamiento deportivo.
- A 2,7 km de la piscina municipal, siguiendo por la pista asfaltada en dirección a la Bassa d'Oles, encontramos el Mirador de Betlan. En ese punto la carretera se divide en dos,  a mano izquierda la carretera toma la dirección hacia la Bassa d'Oles,. Sguiendo recto, la carretera se dirige dirección Es Bordes y Artiga de Lin,  por esta última,  a 1 km del mirador de Betlan encontramos el Plan Batalher, una preciosa zona rodeada de árboles acondicionada como área de pícnic y zona para hacer barbacoas. Puede que encontréis ganado bovino suelto.
- A 7 km de la población de Gausach, atravesando por una pista asfaltada el bosque de Baricauba (uno de los mayores bosques de abetos (Abies alba) de la península ibérica), se encuentra la Bassa d'Oles (1600 metros) situada a los pies del pico de Montcorbison (2172 metros).[6]

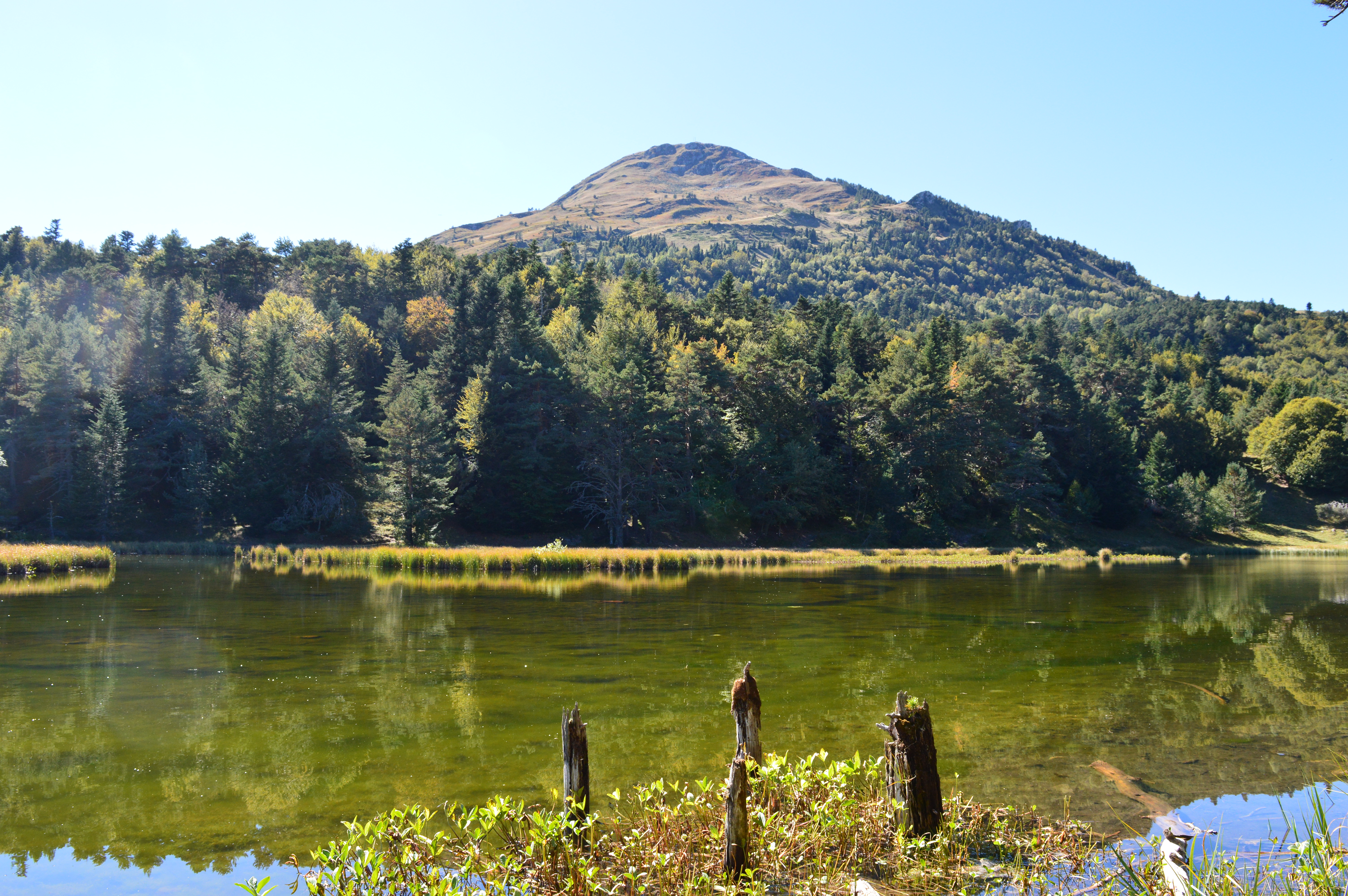
Bassa d'Oles

## Cultura

### Fiestas locales
- 15 al 17 de agosto - fiesta Mayor de Gausach en honor a San Roque.
- 11 de noviembre - patrón de Gausach (San Martín de Tours).